# 中国社会主义青年团中央机关旧址
中国社会主义青年团中央机关旧址，位于中华人民共和国上海市黄浦区淮海中路渔阳里6号，是一座石库门里弄住宅建筑。该建筑建于1910年代，原为戴季陶的居所，后为杨明斋和维经斯基所租。该处此后成为培养青年党团干部的“外国语学社”和中国社会主义青年团中央机关所在地。1921年，外国语学社解散，同年中国社会主义青年团搬离该处，此房屋重新成为民居。1957年，渔阳里6号被恢复为机关旧址陈设，并于1959年和1961年先后成为上海市文物保护单位和全国重点文物保护单位。

## 历史
霞飞路渔阳里于1915年8月下旬申请建造，具体修建完成时间不详，大致时间范围为1916年至1918年。1920年春天，戴季陶搬离了霞飞路渔阳里6号的寓所，同年这处寓所被维经斯基和杨明斋租下来，并在这里筹办“中俄通讯社”。当年8月22日，俞秀松、袁振英、叶天底、金家凤等8位人在这处寓所内发起创立上海社会主义青年团，由俞秀松任书记。9月，上海共产主义小组在这里开办以培养青年党团干部为目的的“外国语学社”，负责人为杨明斋，俞秀松任秘书，由杨明斋任校长兼俄语教师，俞秀松任秘书管理行政事务，维经斯基夫人库兹涅佐娃为俄语教师，李达为日语教师，李汉俊为法语教师，袁振英为英语教师。后又聘王元龄任俄语教师。当时的学生有刘少奇、任弼时、罗亦农、王一飞、汪寿华、萧劲光、柯庆施、许之祯等50余人。1920年8月，中国社会主义青年团成立，1921年初，渔阳里6号成为中国社会主义青年团中央的机关所在地。此后青年团的活动引起了法租界当局的注意，法租界巡捕房也于当年4月29日搜查了该处寓所，这次搜查并未逮捕任何人，但拿走了部分宣传资料。同年春天，先后有大批骨干前往苏俄留学，5月，青年团暂时停止活动，当年8月“外国语学社”解散，学生们被迫各谋出路。不久之后，杨明斋等人退租了渔阳里6号，中国社会主义青年团临时中央局迁址至大沽路356号-357号。渔阳里6号在此后也变回了普通民宅。中华人民共和国成立后，1954年，上海市委宣传部首次提出将渔阳里6号恢复外国语学社时的面貌布置。1956年，上海市委下达批示，将渔阳里5号、6号和7号中的居民动迁出来，并面向全社会征集能还原1920年至1921年时渔阳里6号原貌的资料或照片。1957年12月，机关旧址修缮工程竣工，其内根据当时的学生许之祯的回忆重新布置，基本恢复至中国社会主义青年团活动时期的原状。修复后的机关旧址由上海革命历史纪念馆筹备处保护管理并对内开放，参观需要预约。之后的开放期断断续续。1959年5月26日，中国社会主义青年团中央机关旧址被公布为上海市文物保护单位，1961年3月4日，被公布为第一批全国重点文物保护单位。

## 结构
中国社会主义青年团中央机关旧址是一幢二楼二底砖木结构的石库门里弄住宅建筑，该建筑坐北朝南。楼上朝东的亭子间原为俞秀松的卧室，朝西的亭子间原为杨明斋卧室兼中俄通讯社办公室，客堂楼原为团中央办公室，楼下客堂原为外国语学社教室，教室后为厨房和餐厅。

## 保护
文化大革命时期，机关旧址完全关闭。1988年10月31日，机关旧址再次维修完成。1989年5月4日，机关旧址正式向社会开放，并划归中共一大会址纪念馆统一管理。1990年，机关旧址的保护范围被划定为淮海中路567号、569～591号，建设控制地带则被划为保护范围南100米，东、西、北40米的区域之内。2003年7月21日，机关旧址被整体整修完毕。
2001年，卢湾区政府动迁了渔阳里1号至4号的居民，并在2003年4月16日正式对渔阳里1号至4号进行改建，并最终将其改建为纪念馆。2004年4月30日，中国社会主义青年团中央机关旧址纪念馆开馆，该纪念馆占地740平方米，建筑面积1016平方米，其中展览区域面积815平方米。俞秀松的妻子安志洁（原名盛世同，盛世才之妹）在开馆当天向机关旧址纪念馆捐献了俞秀松的几件遗物，包括一件上衣、一副眼镜和一个笔筒。
2018年8月，中国社会主义青年团中央机关旧址纪念馆启动闭馆改造。2019年4月29日，纪念馆修缮完工，重新对外开放。